# Teal Bunbury
Pour les articles homonymes, voir Bunbury.
Teal Bunbury, né le 27 février 1990 à Hamilton au Canada, est un joueur international américain de soccer. Il évolue au poste d'attaquant avec le Nashville SC en MLS.

## Biographie

### Carrière en club
Teal Bunbury est le fils d'Alex Bunbury, international canadien d'origine guyanienne. Il nait au Canada à Hamilton mais quitte le pays à 2 ans pour suivre son père en Angleterre puis au Portugal. À 10 ans, il rejoint les États-Unis et grandit à Prior Lake dans le Minnesota.
Il fréquente la Shattuck-St. Mary's High School et joue pour la Apple Valley Juventus. Il rejoint ensuite l'université d'Akron et joue pour les Zips.
Il quitte précocement l'université en signant un contrat Génération Adidas en 2010. Il est alors repêché à la 4e de la MLS SuperDraft 2010 par les Kansas City Wizards.
En décembre 2010, il réalise un essai à Stoke City et inscrit un but avec la réserve contre Wigan.
Le 19 février 2014, Bunbury est transféré au Revolution de la Nouvelle-Angleterre contre une allocation monétaire.

### Carrière internationale
Bunbury joue comme son père avec l'équipe du Canada U17 puis U20 avant de finalement joué pour les États-Unis en senior. Sa première cape est contre l'Afrique du Sud le 17 novembre 2010.

#### Buts internationaux
|    | Date            | Lieu                                  | Adversaire | Résultat | Compétition |
| -- | --------------- | ------------------------------------- | ---------- | -------- | ----------- |
| 1. | 22 janvier 2011 | Home Depot Center, Carson, États-Unis | Chili      | 1-1      | amical      |

## Palmarès

### Collectif
Sporting de Kansas City
- Vainqueur de la Coupe MLS en 2013
- Vainqueur de la Coupe des États-Unis en 2012

 Revolution de la Nouvelle-Angleterre
- Vainqueur du Supporters' Shield en 2021
- Finaliste de la Coupe MLS en 2014
- Finaliste de la Coupe des États-Unis en 2016

 Nashville SC
- Finaliste de la Leagues Cup en 2023

### Individuel
- Trophée Hermann 2009